# Heliconius albescens
Heliconius albescens är en fjärilsart som beskrevs av William James Kaye 1916. Heliconius albescens ingår i släktet Heliconius och familjen praktfjärilar. Inga underarter finns listade i Catalogue of Life.